# Anders Frisk
Anders Frisk (ur. 18 lutego 1963 w Göteborgu) – były szwedzki sędzia piłkarski.
Z zawodu jest agentem ubezpieczeniowym, sędzią międzynarodowej federacji FIFA został w 1991. Prowadził mecze na największych turniejach piłkarskich – trzykrotnie na finałach mistrzostw Europy (1996; 2000, sędziował m.in. finał Francja-Włochy; 2004, sędziował m.in. półfinał Holandia-Portugalia), na finałach mistrzostw świata w Korei i Japonii 2002 oraz na Pucharze Konfederacji 1999 (sędziował finał Brazylia-Meksyk). Uraz pleców pozbawił go występu na mistrzostwach świata we Francji w 1998, jego miejsce zajął wówczas Polak Ryszard Wójcik. Prowadził także mecze w piłkarskiej Lidze Mistrzów.
Zakończył karierę po meczu 1/8 finału Ligi Mistrzów w 2005 pomiędzy Chelsea F.C. a FC Barcelona. Po meczu trener Chelsea José Mourinho oskarżył Friska o stronnicze sędziowanie; Frisk po otrzymaniu wielu listów z pogróżkami, obawiając się o siebie i swoją rodzinę, rozstał się z sędziowaniem. Jesienią 2004 w innym meczu tych rozgrywek, pomiędzy AS Roma i Dynamem Kijów, Frisk został raniony w głowę (prawdopodobnie monetą rzuconą z trybun) i przerwał spotkanie (później Dynamu przyznano zwycięstwo walkowerem).